# Palaeoprionodon lamandini
Il paleoprionodonte (Palaeoprionodon lamandini) è un mammifero carnivoro estinto, affine ai viverridi. Visse nell'Oligocene inferiore - medio (circa 33 - 28 milioni di anni fa) e i suoi resti sono stati ritrovati in Europa e forse in Asia.

## Descrizione
Questo animale doveva essere molto simile all'attuale linsango asiatico (Prionodon pardicolor), sia come aspetto che come dimensioni. Se ne differenziava principalmente per la struttura delle bolle timpaniche, che erano dotate di ectotimpanici cartilaginei. La dentatura di Palaeoprionodon era caratterizzata da denti carnassiali inferiori con metaconide ridotto e, rispetto a quelli dell'affine Stenoplesictis, più taglienti. L'ultimo molare, inoltre, possedeva i tre denticoli pressoché allineati e prolungati in un talonide tagliente. I carnassiali superiori formavano una lama allungata. Il primo molare era ridotto, il secondo era scomparso. Le ossa delle zampe di Palaeoprionodon erano snelle e allungate.

## Classificazione
Palaeoprionodon lamandini venne descritto per la prima volta nel 1880 da Filhol, sulla base di resti ben conservati provenienti dalle fosforiti di Quercy, in Francia. Altri resti forse attribuibili allo stesso genere sono stati ritrovati in Mongolia Interna (Cina).
Palaeoprionodon fa parte di uno stock di carnivori feloidi piuttosto arcaici, le cui parentele non sono ancora ben chiare. Alcune di queste forme, come Proailurus, sono chiaramente attribuibili, o almeno ancestrali, ai Felidae. Altre forme, come lo stesso Palaeoprionodon, ma anche Haplogale, Stenogale e il già citato Stenoplesictis, potrebbero essere ancestrali alla famiglia dei viverridi, ma sono attribuibili a una famiglia a sé stante (Stenoplesictidae).

## Paleoecologia
Palaeoprionodon era probabilmente un agile carnivoro che viveva nel sottobosco, cibandosi di piccoli mammiferi che catturava tendendo agguati.